# Holyrood Abbey

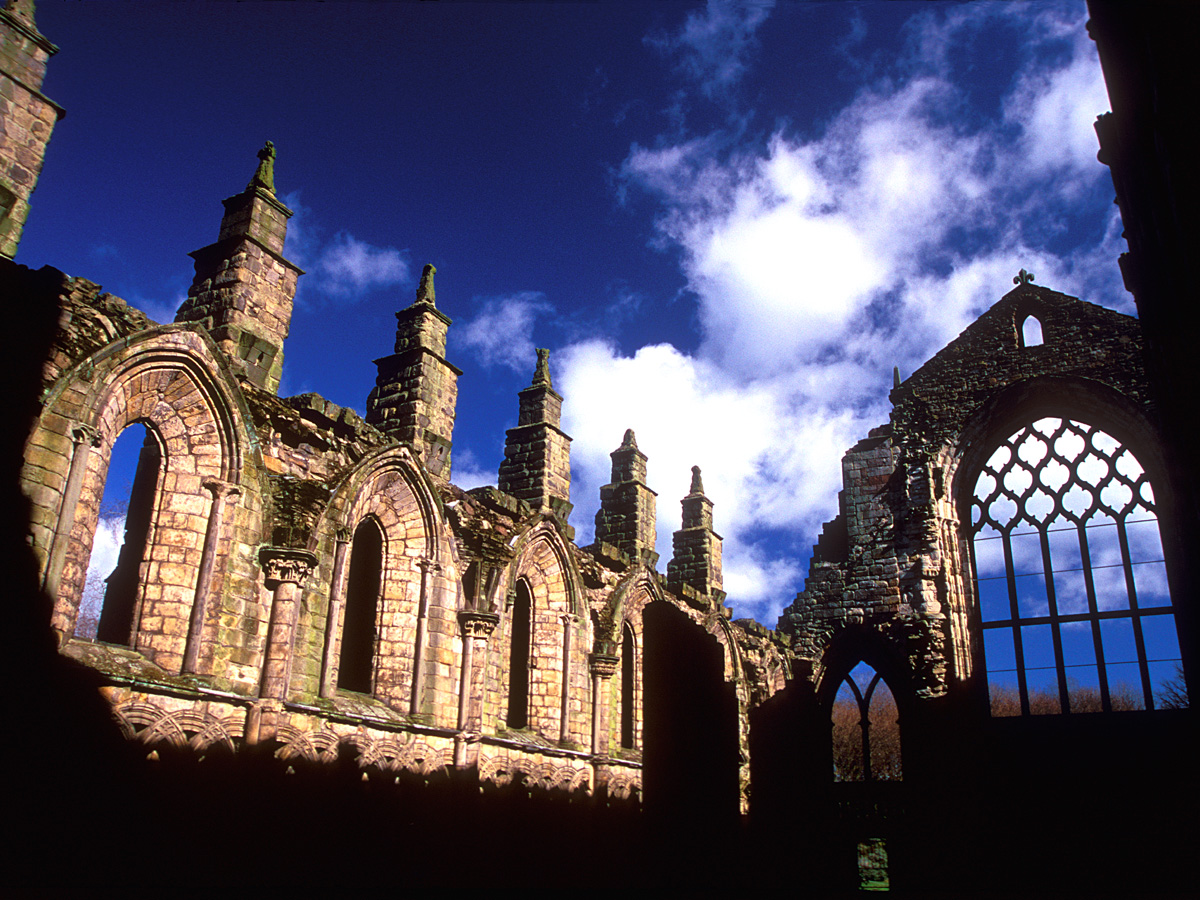
Die Ruinen der ehemaligen Klosterkirche der Holyrood Abbey

Holyrood Abbey ist die Ruine eines Chorherrenstifts in Edinburgh, das 1128 von König David I. errichtet wurde.
Während des 15. Jahrhunderts wurde das Gästehaus der Abtei in eine königliche Residenz umgewandelt, und nach der Schottischen Reformation wurde der Holyrood Palace weiter ausgebaut. Die Abteikirche wurde bis ins 17. Jahrhundert als Pfarrkirche genutzt und ist seit dem 18. Jahrhundert Ruine. Die erhaltenen Mauern der Abtei liegen neben dem Palast, am östlichen Ende von Edinburghs Royal Mile. Der Ort der Abtei ist als Scheduled Monument geschützt. Heutzutage ist die Holyrood Abbey als Teil des Palace of Holyroodhouse besuchbar. 

## Etymologie
„Rood“ ist ein englischer Begriff für das Triumphkreuz. „Holy Rood“ soll auf das „Wahre Kreuz“ hindeuten, von dem die heiliggesprochene Königin Margareta von Schottland aus ihrer englischen Heimat eine Reliquie mitgebracht hatte. Ihr jüngster Sohn, König David I., schenkte diese dem von ihm gestifteten Kloster.

## Geschichte

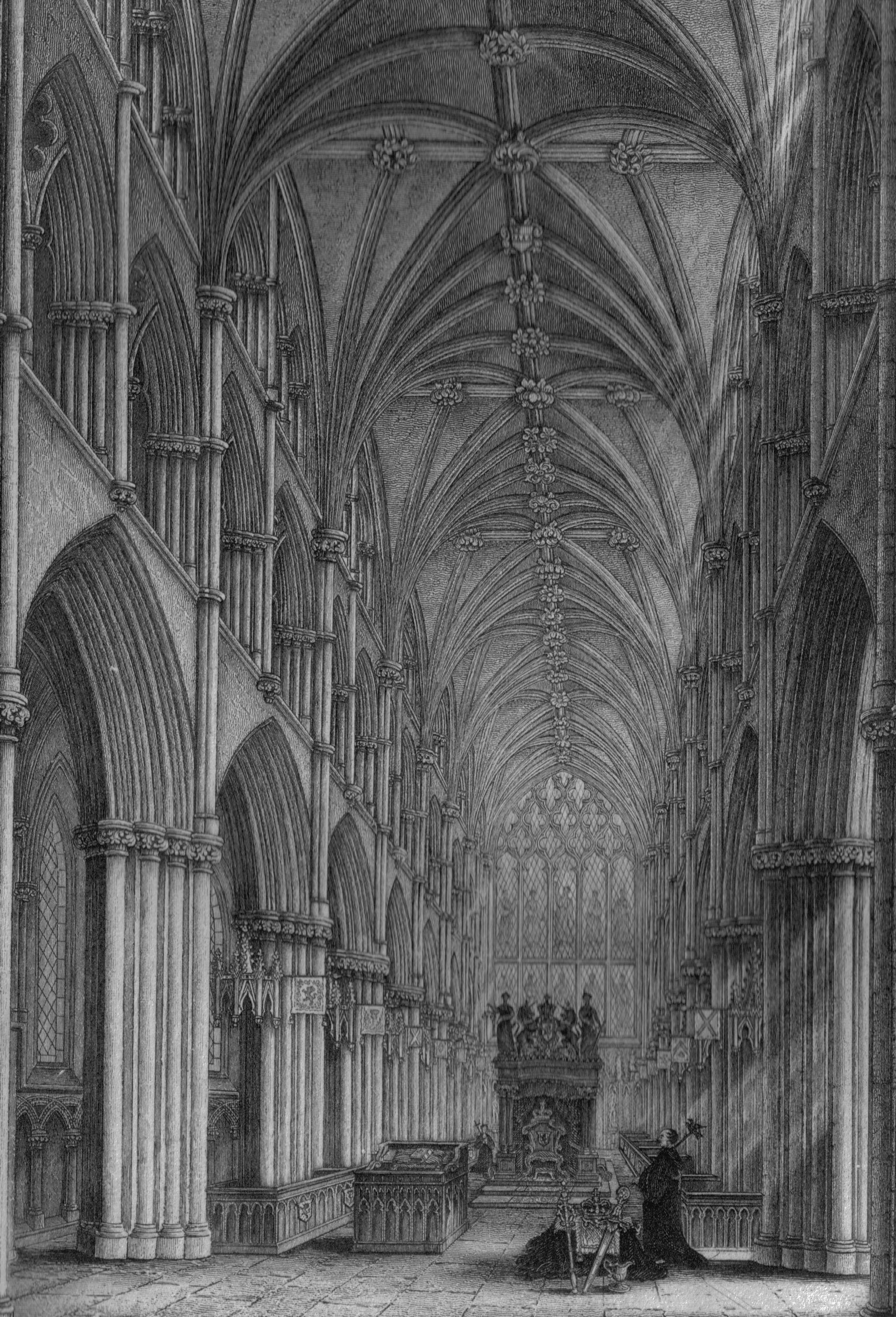
Die königliche Kapelle zu Zeiten von Jakob VII.

Da die Umgebung des Klosters, ein Wald zu Füßen des Berges Arthur’s Seat, von den schottischen Königen schon im 12. Jahrhundert als Jagdgebiet genutzt wurde, übertrug sich später die Hubertuslegende auf den Klosterstifter: David I. sei am Kreuzerhöhungstag des Jahres 1125 auf der Jagd hier mit einem Hirsch zusammengestoßen und vom Pferd geworfen worden. Die Varianten der Sage stimmen darin überein, dass das Tier aufgrund der wundersamen Erscheinung eines vom Himmel gefallenen heiligen Kreuzes – oder durch das plötzlich zwischen dem Hirschgeweih und dem König aufblitzende, von einem Kruzifix reflektierte Sonnenlicht – zurückschrak, so dass der König vor dem Aufspießen durch das Gehörn gerettet wurde. Der Legende nach habe David an diesem Ort drei Jahre später die Holyrood Abbey also zum Dank für seine Rettung gegründet. Er gründete tatsächlich zahlreiche Klöster sowie fünf Bistümer.
Holyrood war ursprünglich eine Filiale der Augustinerchorherren aus der Merton Priory, die wohl 1125 errichtet worden war und heute allein aus Ausgrabungen bekannt ist. Die Anlage von Holyrood bestand aus einem Klostergebäude, einem Kapitelhaus, einem Refektorium sowie Gästehäusern. In diesen gab es vermutlich von Anfang an Räume, die der König selbst gelegentlich nutzte, ähnlich wie sein Vater sich neben dem von ihm gestifteten Priorat von Dunfermline den Malcolm’s Tower gebaut hatte. Auch letzteres Priorat erweiterte David I. zur Abtei, aus dem Turm wurde später ebenfalls ein königlicher Palast.
Die ursprüngliche Abteikirche von Holyrood wurde zwischen 1195 und 1230 großzügig erneuert. Das komplettierte Gebäude bestand aus einem sechsjochigen Chor, dreijochigem Querschiffen mit zentriertem Turm darüber und einem achtjochigen Kirchenschiff mit Zwillingstürmen an seiner westlichen Fassade.
Aufgrund seiner Lage nahe dem Firth of Forth und Edinburgh Castle war Holyrood Abbey schon früh ein Ort wichtiger politischer Begegnungen: 1177 hielt der päpstliche Legat Vivian hier Rat, 1189 trafen sich hier der schottische Adel und die Prälaten, um ein Lösegeld für Wilhelm den Löwen zu diskutieren. Das Parlament von Schottland versammelte sich 1256, 1285, 1327, 1366, 1384, 1389 und 1410 in der Abtei. 1326 hielt Robert the Bruce das Parlament hier ab und es gibt urkundliche Belege dafür, dass das Gästehaus westlich des Kreuzgangs schon 1329 als königliche Residenz diente. Der Vertrag von Edinburgh und Northampton, der den Ersten Schottischen Unabhängigkeitskrieg beendete, wurde 1328 von Robert I. in der „Königskammer“ in Holyrood im März 1328 besiegelt.
Mit dem Aufstieg Edinburghs zum Hauptsitz des königlichen Hofes und zur Hauptstadt des Königreichs in der Mitte des 15. Jahrhunderts, nutzte der schottische König die Gästehäuser des Klosters zunehmend zu eigenen, weltlichen Zwecken. Edinburgh Castle – die auf einem steilen Felsen gelegene Festung – war wenig wohnlich: In der Anlage drängten sich Soldaten und Bedienstete, Pferde, sie war eng bebaut mit Lagerhäusern voller Vorräte, Waffen, Kanonen und Pulver und sie verfügte über keinen Garten.
Im Oktober 1430 wurden die Zwillinge Jakob II. und Alexander Stewart, Duke of Rothesay, in Holyrood geboren. Jakob II. wurde 1437 in Holyrood gekrönt; vor seiner Heirat 1449 waren die Bauarbeiten abgeschlossen. Zwischen 1498 und 1501 erweiterte Jakob IV. die an die Abtei angrenzenden Gästehäuser der königlichen Familie zu einem Palast, der aus einer vierflügeligen Anlage bestand, die bereits etwa die Ausmaße des heutigen Palastes besaß und an seiner Stelle stand. Auf der Südseite baute er für sich selbst einen Turm an, dessen Grundmauern 2006 ausgegraben wurden. Jakob V. baute an die nordwestliche Ecke dieses Palasts ab 1528 ein rechteckiges, typisch schottisches Turmhaus mit Ecktourellen an, das mit Zugbrücke und Graben versehen war und die Wohnräume der Königsfamilie aufnahm. Dieses Turmhaus bildet heute die Spitze des linken Seitenflügels des Palastes.

Der königliche Einfluss auf die Abtei verstärkte sich 1538, als Robert Stewart, der illegitime Sohn Jakobs V., als Kommandant nach Holyrood bestallt wurde.

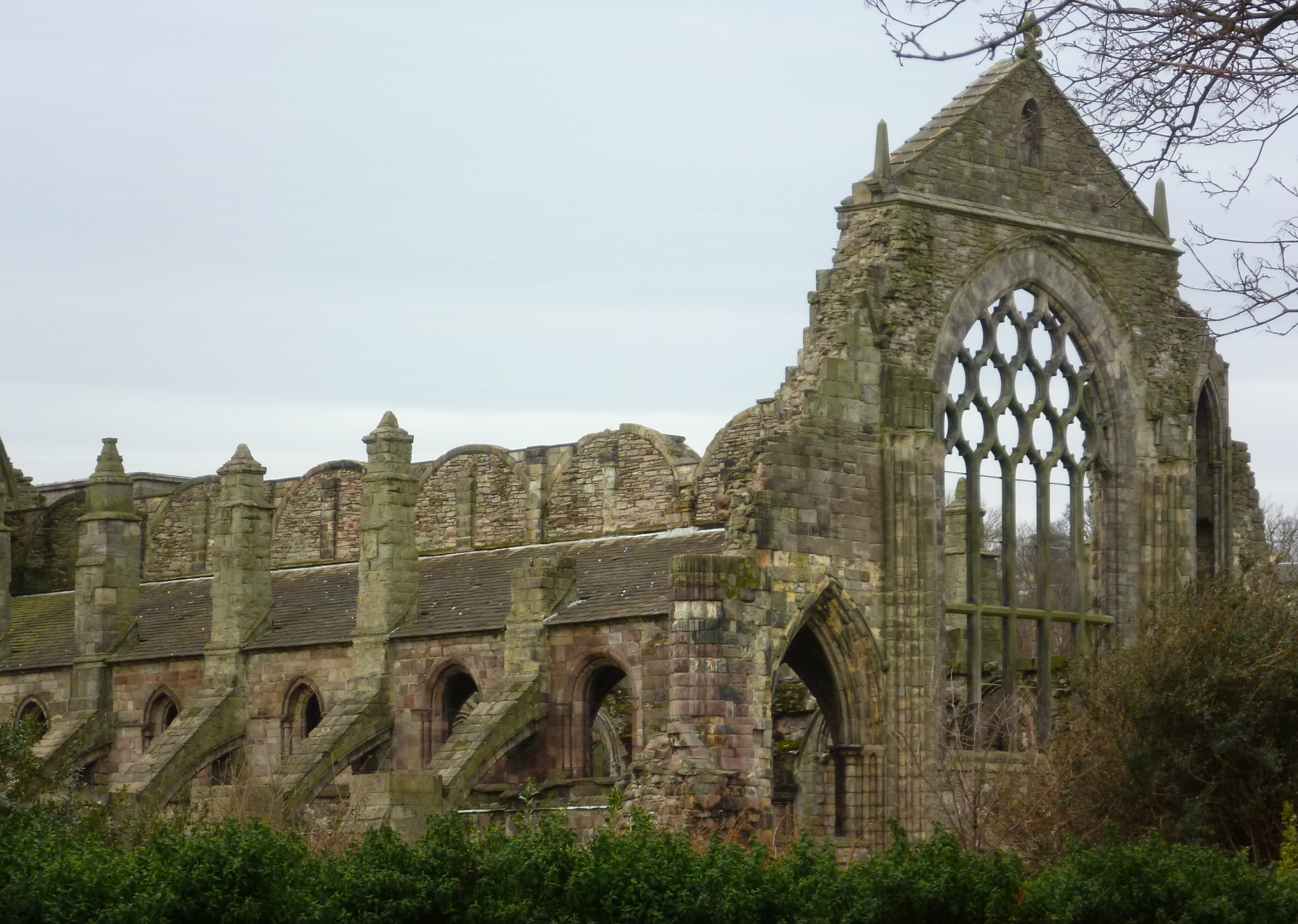
Die Ruinen der Abteikirche

Während eines Krieges zwischen Schottland und England zerstörte das englische Heer des Grafen von Hertford in den Jahren 1544 und 1547 die Abtei. Dieser Feldzug aus den Anglo-Schottische Kriegen wird The Rough Wooing genannt. Dabei wurde Blei vom Dach gerissen, die Glocken gestohlen und die Abtei geplündert. Während der Schottischen Reformation 1559 erlitt die Abtei weiteren Schaden, als Eiferer die Altäre zerstörten und Klosteranlagen brandschatzten. Mit der Reformation wurde die klösterlichen Funktion hinfällig und der Verfall des Altarraums setzte ein. 1569 berichtete der Komtur von Holyrood Adam Bothwell der Generalversammlung der Church of Scotland, dass Chor und Querschiff aufgrund ihres desolaten Zustandes abgerissen würden, so dass nur das Kirchenschiff zurückblieb, das bis dahin als Pfarrkirche der freien Stadt von Canongate genutzt wurde. Zwischen 1570 und 1573 wurde ein Ostgiebel errichtet, der das Ende des ehemaligen Kirchenschiffes abschloss, die königlichen Gräber wurden in eine neue königliche Gruft am südlichen Seitenschiff versetzt und der alte Altarraum abgerissen. Die Abtei wurde 1633 größtenteils restauriert für die Krönung Karl I.

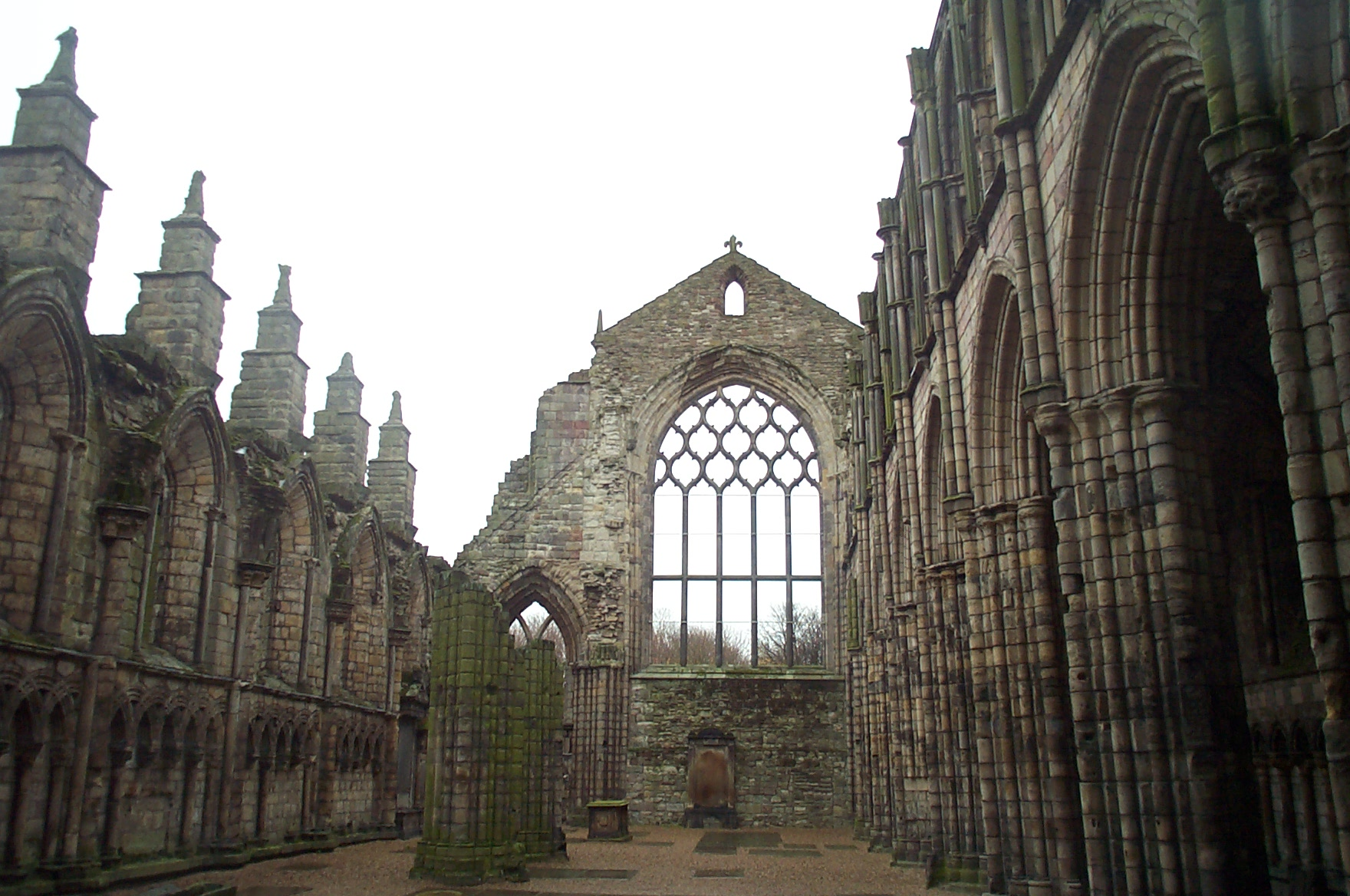
Die Ruinen des Kirchenschiffs

1686 gründete Jakob VII. innerhalb von Holyrood Palace ein Jesuitenkolleg, das im folgenden Jahr in die neue Kirk of the Canongate verlagert wurde. Die Abtei wurde zu einer römisch-katholischen königlichen Kapelle umgewidmet und die Kapelle dem Distelorden übergeben. Die Abteikirche wurde nach Plänen James Smiths umgebaut und für die einzelnen Ritter der Distel mit aufwändigen von Grinling Gibbons geschnitzten Chorgestühl ausgestattet. 1688, nach der Glorreichen Revolution, brach der Edinburgher Mob in die Abtei ein, zerstörte die königliche Kapelle und schändete die königlichen Gräber. Während eines Sturmes 1768 stürzte das 1758 in schlechter Qualität ausgeführte in Stein gewölbte Dach ein und hinterließ eine dachlose Ruine, wie sie sich noch heute darbietet. Ein Wiederaufbau der Abtei wurde seit dem 18. Jahrhundert mehrfach vorgeschlagen – 1835 von Architekt James Gillespie Graham als Gebäude der Generalversammlung der Church of Scotland und 1906 als Kapelle für die Ritter der Distel – beide Anträge wurden abgelehnt.

## Krönungen
Holyrood Abbey war Ort der Krönungen von Jakob II. 1437 und Karl I. 1633. Königsgemahlinnen, die in Holyrood gekrönt wurden:
- Margaret Tudor 1504
- Maria von Guise 1540
- Anne von Dänemark 1590

## Hochzeiten
Die Abtei war Ort mehrerer königlicher Hochzeiten, einschließlich:
- König Jakob II. und Maria von Geldern 1449
- König Jakob III. und Margarethe von Dänemark 1469
- König Jakob IV. und Margaret Tudor 1503

## Geburten
- Jakob II. wurde 1430 in Holyrood Abbey geboren.

## Beerdigungen
Die Abtei war Ort königlicher Beerdigungen und Bestattungen, meist im östlichen Erker des südlichen Schiffs, dem „Königlichen Gewölbe“. Königliche, die ursprünglich hier bestattet wurden:
- König David II. 1371
- König Jakob II. 1460
- Arthur, Duke of Rothesay (zweiter Sohn von Jakob IV.) 1510
- Madeleine von Valois 1537
- Jakob, Duke of Rothesay (ältester Sohn von Jakob V.) 1541
- Arthur, Duke of Albany (zweiter Sohn von James V.) 1541
- König Jakob V. 1542
- Henry Stuart, Lord Darnley 1567
- Margaret (zweite Tochter von Jakob VI.) 1600
- Maria von Geldern 1463 (Maria war ursprünglich in Trinity College Kirk beigesetzt)

Weitere:
- Alexander Mylne († 1643), Maurermeister. Das Denkmal wurde von seinem Nachfolger Robert Mylne 1776 restauriert.
- Robert Douglas, 1. Viscount of Belhaven († 1639). Liegende Marmorstatue von Johann Schoerman, sehr ähnlich einem weiteren Werk von Schoerman in Westminster Abbey.
- Mittelalterliche Grabplatte um 1300 für Sibilla de Stratun (vermutlich das heutige Straiton).
- Mittelalterlicher Sarg für Robert Ross († 1409), mit einem eingeschnittenen Kelch.
- Bischof George Wishart († 1671). Kopflose Engel auf dem Giebel, scheinbar von Robert Mylne.
- George Gordon, 15. Earl of Sutherland († 1703), Denkmal von James Smith, einschließlich Familiennamen auf den Säulen.
- Jean Montgomerie, Countess of Eglinton († 1596). Ein kastenförmiges Grab, ähnlich anderen in Greyfriars Kirkyard.
- Thomas Lowes († 1812)
- Adam Bothwell († 1593).
- Margaret Bakster (die alte Schreibweise von Baxter) († 1592)
- Angrenzend an das obige unleserliche Denkmal für John (?) († 1543), mit Kreuz, Kompässen und Werkzeugen.
- Euphemia Stewart († 1817), ein aus der Wand ausgeklammerter Obelisk.
- George Douglas, Bischof von Moray